# Калинич Василина Іванівна
Васили́на Іва́нівна Кали́нич (нар. 12 червня 1931, Яворів, Косівський район- 11 липня 2024) — українська килимарка, майстриня гуцульського ліжникарства, члена Національної спілки майстрів народного мистецтва України (НСМНМ), заслуженого майстра народної творчості України (2008).

## Життєпис
Василина Калинич народилася  12 червня 1931 у сім'ї Івана Васильовича Рибчука з села Яворова Косівського району та Ганна Петрівна, з роду Шкрібляків, була ткалею. Від неї донька навчилася секретів ткацького ремесла, стригти овець, парити і фарбувати вовну, прясти і снувати нитки, натягувати основу на верстат.
У 1961 році Василина Іванівна вступає до колективу художньо-килимарської артілі імені Т. Г. Шевченка (пізніше Косівський художньо-виробничий комбінат Художнього фонду УРСР). Тут пропрацювала до 1981 року.
Розробила нові численні варіанти типу «кривого», «сливового», «веріткового», «веселкового» ліжників.
Виставки яворівського ліжника на багатьох всеукраїнських і закордонних мистецьких. Персональна виставка творчих робіт члена НСМНМ України у виставковій залі Національної спілки майстрів народного мистецтва України у 2008 році.
Ліжники майстрині зберігаються у музеях міст Косова, Коломиї, Івано-Франківська, Львова, Києва. 
Василина Калинич живе та працює майстриня у рідному Яворові.

## Доробок
Ліжники
- «Веселковий» (1979);
- «Сливовий» (1984; 1999);
- «Пушкатий» (1989);
- «Гуцульський кривий» (1990);
- «Російський» (1993);
- «Очкатий» (1997; 2010);
- «Кавалерські очі» (2002; 2010);
- «Пасатий» (2007);
- «Граничний» (2009);
- «Гуцульський» (2011);
- «Мальви» (2011).